# Saint-Germain-de-la-Rivière
Saint-Germain-de-la-Rivière è un comune francese di 356 abitanti situato nel dipartimento della Gironda nella regione della Nuova Aquitania.

## Società

### Evoluzione demografica
Abitanti censiti